# Сент-Юльрик
Сент-Юльри́к (фр. Saint-Ulrich) — коммуна на северо-востоке Франции в регионе Гранд-Эст (бывший Эльзас — Шампань — Арденны — Лотарингия), департамент Верхний Рейн, округ Альткирш, кантон Мазво. До марта 2015 года коммуна административно входила в состав упразднённого кантона Ирсенг (округ Альткирш).
Площадь коммуны — 3,85 км², население — 302 человека (2006) с тенденцией к росту: 308 человек (2012), плотность населения — 80,0 чел/км².

## Население
Численность населения коммуны в 2011 году составляла 307 человек, а в 2012 году — 308 человек.
| 1962 | 1968 | 1975 | 1982 | 1990 | 1999 | 2006 | 2008 | 2011 | 2012 |
| ---- | ---- | ---- | ---- | ---- | ---- | ---- | ---- | ---- | ---- |
| 220  | 219  | 219  | 222  | 262  | 279  | 302  | 309  | 307  | 308  |

Динамика населения:

## Экономика
В 2010 году из 197 человек трудоспособного возраста (от 15 до 64 лет) 146 были экономически активными, 51 — неактивными (показатель активности 74,1 %, в 1999 году — 69,0 %). Из 146 активных трудоспособных жителей работали 132 человека (75 мужчин и 57 женщин), 14 числились безработными (трое мужчин и 11 женщин). Среди 51 трудоспособных неактивных граждан 17 были учениками либо студентами, 17 — пенсионерами, а ещё 17 — были неактивны в силу других причин.
На протяжении 2011 года в коммуне числилось 123 облагаемых налогом домохозяйства, в которых проживало 302,5 человека. При этом медиана доходов составила 21410 евро на одного налогоплательщика.

## Достопримечательности (фотогалерея)
- Церковь